# .ht
.ht – domena internetowa przypisana do Haiti. Została utworzona 6 marca 1997. Zarządza nią Consortium FDS/RDDH.